# Юниън (окръг, Северна Каролина)
Вижте пояснителната страница за други значения на Юниън.
Окръг Юниън (на английски: Union County) е окръг в щата Северна Каролина, Съединени американски щати. Площта му е 1658 km², а населението – 212 756 души (2016). Административен център е град Монро.